# Kogmania depressa
Kogmania depressa là một loài chân đều trong họ Titaniidae. Loài này được Barnard miêu tả khoa học năm 1932.